# Закомалдіно
Закома́лдіно (рос. Закомалдино) — село у складі Куртамиського округу Курганської області, Росія.
Населення — 487 осіб (2010, 625 у 2002).
Національний склад станом на 2002 рік:
- росіяни — 99 %